# Неверов, Александр Сергеевич
Алекса́ндр Серге́евич Неверов (настоящая фамилия — Ско́белев; 12 (24) декабря 1886 — 24 декабря 1923, Москва) — русский писатель и драматург, очеркист. Дядя В. П. Скобелева.

## Биография
Родился 12 (24) декабря 1886 года в селе Новиковка Ставропольского уезда Самарской губернии (в настоящее время село находится в Старомайнском районе Ульяновской области).
Его отец, бывший унтер-офицером лейб-гвардии Уланского полка, как писал Неверов в автобиографии, «почему-то был приписан к мещанам г. Симбирска, но сидел на земле, занимался крестьянством», позднее — служил в городе швейцаром. Мать, по словам Неверова — «настоящая неграмотная крестьянка» — умерла, когда Александру было 12 лет. Воспитан дедом Николаем Семёновичем, который держал в деревне бакалейную лавку. Именно дед привил Александру любовь к чтению, а затем одобрял его первые шаги в литературе.
Трудовую деятельность начал «мальчиком» в типографии, куда был определён женой городового Анной Андреевной Бурмисровой. С 16 лет посещал Озёрскую двухклассную учительскую семинарию, учился вместе с будущим писателем Федотом Комаровым (печатался под псевдонимом Пётр Яровой). После окончания семинарии около 10 лет работал народным учителем.
С 1906 года начал печататься: в петербургском «Вестнике трезвости» появился его рассказ «Горе залили». Затем его работы стали печататься в более известных изданиях: «Жизнь для всех», «Современный мир», «Русское богатство»; их заметил М. Горький: «Написали вы неровно. В начале — почти хорошо, а чем дальше, тем более скучно. Нет, попробуйте ещё написать, вы можете сделать лучше».
В 1912 году женился на учительнице Пелагее Андреевне Зеленцовой (1886—1971). В 1913 году у них родился сын Борис и вскоре они переехали в село Елань, где им предоставили квартиру из пяти комнат.
В январе 1915 года его призвали в армию: сначала рядовым, затем — писарем 4-й роты Самарской пешей дружины. А в сентябре 1915 года его направили на фельдшерские курсы при Самарском военном лазарете. В это время он написал целый ряд рассказов и очерков о солдатской жизни.
Сразу после революции сблизился с эсерами, но в 1919 году перешёл на сторону большевиков; занимал «пост заведующего художественно-литературной работой» в Самаре. Был одним из основателей местного народного театра, с 1919 года писал для него пьесы, одна из которых — «Бабы» — в 1920 году завоевала первое место в Москве, на конкурсе драматургических произведений, посвящённых крестьянской жизни. В мае 1920 года был делегатом I Всероссийского совещания пролетарских писателей, где познакомился с А. С. Серафимовичем, Ф. В. Гладковым, В. Я. Шишковым.
Во время голода 1921—1922 годов вместе с массой голодающих бежал из Поволжья в «Самарканд за хлебом». Весной 1922 года вместе с семьёй переехал в Москву, где поселился по адресу: Староконюшенный переулок, д. 33, кв. 11. В Москве присоединился к литературной группе «Кузница» и кружку «Никитинские субботники».
Умер внезапно 24 декабря 1923 года в Москве («…а в 8 часов вечера этот совершенно здоровый и весёлый человек внезапно скончался от паралича сердца»). Похоронен на Ваганьковском кладбище (17 уч.).
Полное собрание его сочинений, выпущенное в 1926 году, до 1930 года было переиздано пять раз. Самая значительная повесть «Ташкент — город хлебный» о голоде в Поволжье стала в 20-х годах одной из популярнейших книг для юношества и до середины 1930-х входила в списки книг для школьного чтения; по повести был снят фильм. Произведения Неверова переведены на иностранные языки.
В. Скобелев обратил внимание на свидетельство мемуариста Густава Яноуха о том, что Франц Кафка успел перед смертью прочитать повесть «Ташкент — город хлебный» и сказать по этому поводу: «Народ, имеющий таких ребят, как в этой книге, такой народ невозможно победить». Но в подлинность этого факта трудно поверить. Ф. Кафка умер 3 июня 1924 года. Книга Неверова была переведена на немецкий язык, по свидетельству самого В. Скобелева, только в 1925 году.

## Память
- Имя Неверова носит детская библиотека № 90 в Москве, библиотека в Димитровграде[15].
- Именем Неверова названы улицы в городе Самаре, Иванове, Камышовке и Димитровграде[16], в районном центре Старая Майна, в селе Озёрки (Чердаклинский район).
- На родине Неверова в селе Новиковка Старомайнского района Ульяновской области, на территории сельской школы, установлен памятник писателю.
- ХМК СССР, 1986. Русский советский писатель А. С. Неверов.В 1986 году Министерством связи СССР издан художественный маркированный конверт — «Русский советский писатель А. С. Неверов»[17].

### Романы и повести
- 1922 — Андрон Непутёвый
- 1923 — Гуси-лебеди
- 1923 — Ташкент — город хлебный («Мишка Додонов») («страшная картина всеобщего голода показана через восприятие 12-летнего мальчика, который с ужасающей серьёзностью ребёнка проходит через нищету, насилие и страдание»[18])
- 1924 — Повесть о бабах

### Пьесы
- 1920 — Бабы («рисует картину жестокости крестьянской жизни в традициях А. Чехова»[18])
- 1920 — Захарова смерть
- 1921 — Голод («неприукрашенная панорама, с беспощадной прямотой и драматизмом отобразившая страшный голод в России в послереволюционные годы»[18])
- 1921 — Смех и горе
- 1922 — Анна

### Рассказы, очерки, сказки
- 1906 — Свой человек
- 1909 — Музыка
- 1910 — На земле
- 1910 — Баба Иван
- 1916 — Дети
- 1919 — Красноармеец Терехин
- 1919 — Я хочу жить
- 1920 — По Новому
- 1921 — За хлебом
- 1921 — Весёлые ребята
- 1921 — Марья-большевичка
- 1922 — Великий поход
- 1922 — Маленькие рассказы (СЧАСТЬЕ , ЛЮБОВЬ, ГОРЕ, ЧЕЛОВЕК БЕЗ ОДЕЖДЫ, ЖУК, ПОЛУЧИВШИЙ СВОБОДУ, ВОРОБЕЙ, АННУШКА, ПОЭТУ)
- 1923 — Сильный характер
- 1923 — Полька-мазурка
- 1923 — Шкрабы